# Sacrista van het Apostolisch Paleis

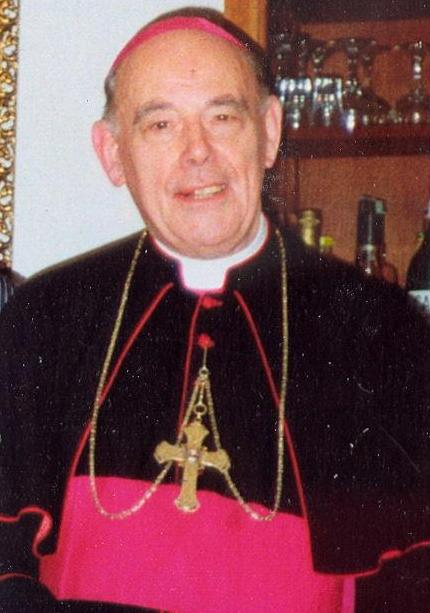
Mgr. Van Lierde, laatste sacrista van het Apostolisch Paleis

De Sacrista van het Apostolisch Paleis was, tot de heilige paus Paulus VI de functie in 1968 - met het motu proprio Pontificalis Domus afschafte, een functie binnen de pauselijke huishouding. 
De sacrista, letterlijk: de koster, was hoofd van de pauselijke sacristie. De functie werd in de veertiende eeuw ingesteld en werd sindsdien traditioneel gegund aan leden van de Orde der Augustijnen. Aan de sacrista werd een titulair bisdom toegekend. De sacrista was de hoeder van de relikwieën, ameublementen, paramenten en het liturgisch vaatwerk van het pauselijk huis. De sacrista stond de paus bij tijdens plechtige vieringen. Na het sluiten van het Verdrag van Lateranen had de sacrista ook de functie van vicaris-generaal voor de staat Vaticaanstad. Later werd dat een zelfstandige functie.
Hoewel aan de functie van sacrista zekere werkzaamheden waren verbonden, gold het ambt toch vooral als een erefunctie. De laatste pauselijk sacrista was de in het Belgische Hasselt geboren Nederlander Petrus Canisius van Lierde o.s.a., die het ambt gedurende veertig jaar en onder vijf pausen uitoefende van 1951 tot 1991. 